# دیوید کیلتر
دیوید کیلتر (انگلیسی: David Quilter؛ زادهٔ ۱۱ ژوئن ۱۹۴۲) بازیگر اهل بریتانیا است.
از فیلم‌ها یا مجموعه‌های تلویزیونی که وی در آن‌ها نقش داشته‌است، می‌توان به شاهد خاموش، دکتر هو، پوآرو، جناح و نبرد بریتانیا اشاره نمود.